# Татјана Заславскаја
Татјана Заславскаја (рус. Татьяна Ивановна Заславская; Кијев, 9. септембар 1927 — Москва, 23. август 2013) била је руски економски социолог, теоретичар перестројке, аутор и коаутор више књига о економији Совјетског Савеза (специјализована у пољопривреди ) и у социологији села и великог броја научних радова. Била је члан Комитета за саветовање председника Русије од 1991. до 1992. године и члан Руске академије наука.

## Биографија
Татјана Заславскаја је рођена у Кијеву 9. септембра 1927. године. Студирала је физику на Московском државном универзитету три године, а потом дипломирала на економском одељењу Универзитета 1950. Завршила постдипломске студије на Економском институту СССР Академије наука са степеном кандидата 1956. године, под надзором професора Владимира Вензхер (Владимир Григорьевич Венжер) . У 1963. придружила се Новосибирском Економском институту на челу са Абел Аганбегиан (Абел Аганбегян) да раде у команди младих и талентованих научника. У 1965. је докторирала на Економском.

## Истраживања
Анализа економске ситуације у совјетској пољопривреди довела је Заславскају до закључка да се откривени проблеми не могу објаснити без социолошке анализе, које се граниче са богохуљењем у канонској марксистичкој науци, која претпоставља да је развој друштва потиче од економских односа, а не обрнуто. У то време совјетска социологија је била под лупом чврсте Комунистичке партије. Удаљеност и релативна научна слобода младих одељења СССР академије наука у Новосибирској дозвољавало је Заславскаји да ради своја истраживања социологије пољопривредног сектора проучавајући сибирска села, посебно Алтаи Краи.
У каснијим годинама Совјетског Савеза тачне детаљне информације о условима у Совјетској пољопривреди сматрају се државном тајном. Главна повреда у безбедности дошла је 1983. године, када су детаљи тајног рада из извештаја са затворене конференције у Новосибирској од Татјане Заславскаје у вези са кризом у Совјетској пољопривреди објављени "за интерну употребу" у Вашингтон Посту. Звало се «О совершенствовании социалистических производственных отношении и задачах экономическои социологии» ("О савршенству социјалистичких производних односа и проблема економске социологије") и било је поред САД објављена у Немачкој. У СССР-у су све копије "Новосибирског манифеста" повучене од стране КГБ. Касније је постало позната као Извјештај Новосибирск на Западу и био је често сматран једним од првих знакова перестројке. Иако је изразито у марксистичке теорије, у овом раду-скица једног предложеног истраживачког пројекта проучавања друштвених механизама економског развоја као екемплифед у сибирском пољопривреди-је оштро критиковао садашње услове Заславскаја је аутор великог броја. Ради на руском и бави се економским и социјалним условима у Совјетској пољопривреди, иако су неки од њених радова потиснути од стране совјетских цензора. На пример Методологија рада поређења продуктивности у пољопривреди у СССР и САД, писана заједно са М. И. Сидорова, је потиснута због својих песимистичних резултата.
Године 1993. постала је ко-председник интердисциплинарног академског центра друштвених наука (руски: Интерцентра). Од 1993. године "Интерцентер" је извео десет годишњих међународних конференција које се односе на питање: "Где Русија иде?" по Заславскајином налогу. Многи представници различитих наука (историчари, правници, социолози, економисти, политиколози, културолози и филозофи) учествују у овим конференцијама причајући о темама као што су боља пресуда пост-комунистичким процесима трансформације и савремених проблема и перспективама развоја руског друштво.
Заславскајини аргументи еволуирали су током времена. У Другој социјалистичкој револуцији она је сматрала да СССР доживљавао демократску револуцију која ће учинити Русију истинском социјалистом. У наредне две деценије је била збуњена формом и природом транзиције која се заиста догодила у Русији 1999. године, тврдећи да је то била нека врста револуције, али онда у 2002. години закључила је да "није била никаква нова социјална револуција у Русији." Видела је да се друштвене промене дешавају као кроз кризе које укључују "случајну трансформацију" као што је била 1990. Иелт'син група изгубила је контролу над ситуацијом. Ово је довело до покушаја да осмисле разне анализе социјалних групација и модела промена које су настојале описима и класификацијама.